# Monepidosis pectinata
Monepidosis pectinata är en tvåvingeart som beskrevs av Boris Mamaev 1966. Monepidosis pectinata ingår i släktet Monepidosis och familjen gallmyggor. Inga underarter finns listade i Catalogue of Life.